# Nils-Aslak Valkeapää
Nils-Aslak Valkeapää, sámsky Áillohaš či Áilu (23. března 1943 Enontekiö – 26. listopadu 2001 Espoo) byl sámský spisovatel, hudebník a malíř.

## Život a tvorba
Svou tvorbou rehabilitoval a navrátil k životu joik – sámský zpěv – a určil hlavní tendence sámského umění (výtvarného, slovesného i hudby), vytvořil tedy jakýsi obecně pojatý umělecký program.
Původní profesí byl učitel. Brzy však nastoupil dráhu profesionálního umělce. První desku nazvanou finsky Joikuja (Joiky) vydal v roce 1968. V sedmdesátých a osmdesátých letech procestoval se svým hudebním programem obrazně řečeno celý svět.
V roce 1971 vydal svou literární prvotinu psanou finsky – pamflet s názvem Terveisiä Lapista (Pozdravy z Laponska). Ukazuje v něm základní pojmy a proudy sámské kultury a odhaluje místa střetu majoritní finské a minoritní sámské společnosti. Poté již píše pouze sámsky, vydává sbírky poesie a knihy Slunce, můj milý otec a Země, má milá matka, v nichž komponuje text, grafickou textovou úpravu, hudbu (na CD), fotografii a malbu.
Knihou Slunce, můj milý otec měl Valkeapää ambici vytvořit sámské národní epos. Děj má tři roviny – mytologickou (stvoření světa a jeho zánik), historickou (stvoření člověka a dějiny Sámů) a individuální (zkušenost Sámů v době po 2. světové válce. Složku mytologickou podporují Valkeapääho malby, zbylé dvě složky fotografie Sámů a Laponska, jež Valkeapää nasbíral po archívech rozsetých po celém světě.
Obdobně Valkeapää zacházel s knihou Země, má milá matka, jíž se snažil vytvořit epos, jenž by mohl mít funkci obdobnou konstitutivní národní funkci národních epů, ovšem pro všechny původní národy světa. Fotografie tak v knize nejsou pouze ze sámského prostředí, nýbrž i z jiných původních kultur.
Stejný přenos sámské zkušenosti jako minoritního národa na obecnou rovinu zahrnující i ostatní menšinové původní národy se odehrává v rámci trilogie Domov v srdci. První část trilogie je tematizovaná zkušenost sámského dítěte v jeho domácím, laskavém prostředí (domov, rodiče, příroda); ve druhém dílu je již dítě z prostředí vytrženo a vystaveno nepřátelskému světu cizojazyčného a jinokulturního školního internátu. Střet dvou způsobů uvažovaní – sámského nekonfliktního a finského, potažmo západního, utilitaristického – je následně přenesen do kontextu ostatních původních národů světa – Indiánů, Inuitů, sibiřských národů atd.
V roce 2001 získal norské občanství. Již předtím se usadil v norském Skibotnu. Přesto často dojížděl za rodiči do rodného Enontekia. Zemřel při návratu z Japonska při převozu do nemocnice.

## Dílo

### Knihy
- Terveisiä Lapista. 1971 (Pozdravy z Laponska)
- Giđa ijat čuovgadat. 1974 (Světlé jarní noci)
- Lávllo vizár biellocizáš. 1976 (Zpívej, cvrlikej, skřivánku)
- Ádjaga silbasuonat. 1981 (Stříbrné žíly proudu)
- Risten; Kirsti Paltto. (Ilustrace). 1981
- Greetings from Lapland. 1983
- Ruoktu váimmus. Govaid lea sárgon. Girjjis lea farus Pehr Henrik Nordgren. 1985 (Domov v srdci) (soubor tří sbírek, vydaných samostatně v letech 1974, 1976 a 1981: Giđa ijat čuovgadat, Lávllo vizár biellocizáš a Ádjaga silbasuonat)
- Herbst in Lappland: Stimmungsbilder aus dem Hohen Norden. H. U. Schwaar. 1985
- Ich bin des Windigen Berges Kind. 1985
- Beaivi, áhčážan. 1988 (Slunce, můj milý otec)
- Trekways of the wind. Translators: Ralph Salisbury, Lars Nordström, Harald Gaski. 1994
- Nap, édesapám; přel. Domokos Johanna. 1997
- Eanni, eannažan. 2001 (Země, má milá matka)

česky
- Dvě básně ze sbírky Beaivi, áhčažan. Světová literatura 1992, 4, s. 62–63, přeložila a okomentovala Markéta Hejkalová
- báseň Slunce, můj otec. Cargo 1/2000, zadní přebal, přeložil Jakub Majer
- Výbor z básní. Host 1998, XIV, 1, s. 44–45, přeložila a okomentovala Ivana Muková

### Diskografie
- Joikuja (1968)
- Juoigamat (1973)
- Vuoi Biret-Maaret, vuoi! (1974)
- De cábba niegut runiidit (1976)
- Duvva, Áilen Niga Elle ja Áillohaš (1976)
- Sámi eatnan duoddariid (1978)
- Sápmi, vuoi Sápmi! (1982)
- Davas ja geassai (1982)
- Beaivi, áhčážan (1988)
- Eanan, eallima eadni (1990)
- Sámi luondu, gollerisku (1992)
- Goase dusse (1994)
- Dálveleaikkat (1994)
- Sápmi lottážan (1992) – obsahuje alba "Sámi eatnan duoddariid", "Sápmi vuoi Sápmi" a "Davas ja geassai"
- Beaivi, áhčážan (1992) – obsahuje alba "Beaivi, áhčážan" a "Eanan, eallima eadni"
- The magic of Sámi yoik (1998) – obsahuje alba "Juoigamat" a "Duvva, Áilen Niga Elle ja Áillohaš"

## Ocenění
- 1978 Zlatá cena Laponské kulturní společnosti
- 1985 Davviriikkaaid Sámirádi gudnibálkasupmi (Cena Sámské rady severských států)
- 1988 umělecká cena Laponského kraje
- 1991 Literární cena Severské rady
- 1994 čestný doktorát na Univerzitě v Oulu
- 1999 čestný doktorát na Laponské univerzitě v Rovaniemi